# 海利根贝格 (奥地利)
海利根贝格是奥地利上奥地利州格里斯基兴县的一个市镇。总面积13.9平方公里，总人口698人，人口密度50.2人/平方公里（2005年）。